# Glines Canyon Dam
Le Glines Canyon Dam était un barrage américain situé dans le comté de Clallam, dans l'État de Washington. Construit en 1926 et inscrit au Registre national des lieux historiques le 5 décembre 1988, il est détruit en 2012 dans le cadre d'une opération de restauration écologique de l'Elwha, dans le parc national Olympique. Ce qu'il en reste a été transformé en point de vue panoramique, le Glines Canyon Spillway Overlook.